# L'Amour les yeux fermés
L'Amour les yeux fermés est un roman de Michel Henry publié le 22 septembre 1976 aux éditions Gallimard et ayant reçu le prix Renaudot la même année.

## Résumé
Ce roman est inspiré par les grèves et occupations de locaux de l'université de Montpellier, au début des années 1970, surtout à la faculté de Lettres et Sciences humaines Paul-Valéry. La plupart des personnages sont inspirés de professeurs, étudiants, et activistes politiques de cette faculté. Certains des bâtiments décrits dans le roman correspondent aux vieux locaux universitaires du centre ville de Montpellier (dont le rectorat actuel).

## Éditions
- L'Amour les yeux fermés, éditions Gallimard, 1976,  (ISBN 978-2070295579).